# Crocifisso (Duomo Cividale del Friuli)
Il crocifisso conservato nel Duomo di Cividale del Friuli è databile tra il XII e il XIII secolo, ed era probabilmente, parte di un gruppo scultoreo che comprendeva più statue dette i Dolenti. L'opera è una delle ultime testimonianze dell'arte gotica.

## Storia
Il duomo di Cividate del Friuli è una costruzione risalente al XII e XIII secolo, ricostruzione avvenuta dopo il grave incendio del 1186 e del medesimo periodo è il crocifisso che fu oggetto di venerazione per i fedeli di Cividale. La scultura è posizionata al termine della navata di sinistra del luogo di culto, in una posizione che non è sicuramente la sua storica. Era originariamente collocato sulla trave sovrastante quello che era il recinto liturgico del presbiterio che divideva l'aula nella parte per i fedeli e in quella per il clero. L'opera fu più volte restaurata e ridipinta, nel restauro del 2014 è stata rimossa la parte di pittura relativa al XIX secolo, e proprio nel corso di questo restauro che è tornata la pittura trecentesca e il ritrovamento di una piccola croce smaltata conservata all'interno della testa del Cristo.
La datazione esatta è molto difficile serve considerare che il duomo subì gravissimi danni durante il terremoto del 1222, e quindi avere una realizzazione subito successiva..
Nel 2014 l'opera fu oggetto non solo di restauro ma anche di studio, considerata una delle principali testimonianze dell'arte tardoromanica del Patriarcato di Aquileia diventando poi prototipo per altre opere fino a tutto il XIII secolo. Il crocifisso fece parte della mostra tenutasi nel Museo Nazionale di Palazzo de Nordis.

## Descrizione
Il grande crocifisso in massello di tiglio, è un pezzo unico con l'aggiunta delle braccia.  Le sue notevoli dimensioni lo rendono quasi unico. La statua, oltre la testa, ha uno spessore ligneo molto basso, di soli 30 cm. Questo gli conferirebbe un taglio bizantino, molto esile e allungato.
La sua conformazione piuttosto particolare non ha sempre trovato concordi gli storici dell'arte, se ha un taglio nella sua esilità di tipo bizantino contrariamente la conformazione vascolare e il modello del volto lo porterebbero a una tipologia piuttosto gotizzante, lo indicherebbe tipico tirolese nelle pieghe del perizoma. Il corpo di Cristo non ha una esatta conformazione anatomica, ma una buona plasticità nel movimento che lo collegherebbe ad alcune opere austriache. La diversità di provenienza negli stili presenti e che caratterizzano la statua ne indicherebbero la realizzazione da parte di un artista locale, influenzato da diverse opere, questo sarebbe avvalorato anche dalle dimensioni dell'opera che difficilmente sarebbe stata trasportabile, fu quindi realizzato per il duomo e nelle sue vicinanze.
La capigliatura dell'uomo sulla croce, è minuta, molto descrittiva, così come le pieghe del perizoma che copre il soggetto fino quasi le ginocchia, inoltre una corona è posta sul capo della statua. Che il crocifisso facesse parte di un gruppo composto anche da san Giovanni evangelista e dalla Madre non è certo ma era la realizzazione consueta del periodo, il crocifisso era dunque posto centrale, appeso sulla divisoria della chiesa che separava l'aula dedicata ai fedeli dal presbiterio e dal coro. Nessuna testimonianza è rimasta di questa parte dell'opera.